# Henri Thomas (peintre)
 (août 2011).
Pour les articles homonymes, voir Thomas et Henri Thomas (homonymie).
Henri Thomas est un peintre français né à Pamproux le 23 avril 1930 et mort à Cully le 10 février 2016,. 

## Biographie
Admis à l'École des beaux-arts de Paris, Henri Thomas est l'élève de Maurice Brianchon et obtient le prix de Rome de peinture en 1956 avec Jeunes filles sortant de la mer. Il devient pensionnaire de la villa Médicis à Rome.
Installé depuis les années 1960 en Normandie, il est professeur à l'école des beaux-arts de Caen, ville où il exerça sa carrière de peintre.

## Œuvres dans les collections publiques
- Paris, École nationale supérieure des beaux-arts : Jeunes filles sortant de la mer, 1956, huile sur toile, prix de Rome.

## Réception critique
« peintre, lithographe, sculpteur il n'a eu cesse depuis 1963 de travailler sur le motif, puisant à la source même du pittoresque normand et de la relative rudesse de son climat, une émotion créatrice où vibrent tous les sens sous une touche dynamique de couleurs gorgées de mille nuances, qui accorde à ses œuvres une vitalité exemplaire. Figuratif bien sûr, Henri Thomas ! Mais combien de ses compositions sont modernes, audacieuses et alliant la pureté du trait et des attitudes au flux de la nature et des éléments, d'où sourd une lumière omniprésente et une mobilité sans égale? Que voilà une belle et saine peinture, toute d'énergie, sans agressivité, et que supporte toujours le canevas d'une irremplaçable sûreté et que s'y dégage une impression toute neuve, aux souplesses apaisantes, aux émotions authentiques ! » — André Ruelland[réf. nécessaire]

## Expositions
- 2008 : rétrospective à l'abbaye aux Dames à Caen, organisée par le conseil général de Basse-Normandie.

## Récompenses
- Prix Chenavard en 1955.
- Prix de Rome en 1956.
- Prix Eugène Carrière en 1962.
- Prix de la Société nationale des beaux-arts en 1963 pour Maternité bleue.